# マッキンゼー・アンド・カンパニー
マッキンゼー・アンド・カンパニー（英: McKinsey & Company, Inc.）は、アメリカ合衆国に本社を置く戦略コンサルティングファーム。シカゴ大学会計学部教授のジェームズ・O・マッキンゼーにより1926年に設立された。
1971年に初のアジア拠点として、東京オフィスを開設した。McKinsey & Companyの採用プロセスは非常に競争が激しく、世界で最も選抜が厳しい雇用主の一つと広く見なされている。同社は主にトップビジネススクールからの採用を行い、先進的な学術度（例えば、博士号や医学博士号）を持つ候補者や、深い専門知識を持ち、ビジネスセンスと分析スキルを示した候補者を採用する最初の経営コンサルタントの一つである。また、ビジネス雑誌「McKinsey Quarterly」も出版している。しかし、McKinseyはそのビジネスプラクティスに関連して重大な論争の対象となっている。北米におけるオピオイド危機でのオキシコンチンの使用促進での役割、エンロンとの業務、サウジアラビアやロシアなどの権威主義的な政権との仕事で批判されている。

## 概要
米国、欧州、アジア、南米、東欧など世界60カ国に105以上の支社を持つグローバルな戦略系コンサルティングファーム。全世界の主要企業を対象に、年間1,600件以上のコンサルティング・プロジェクトを手掛ける。
1926年、カーニー＆マッキンゼーという1つのファームから、1939年、オフィスの分離化をはじめ、1940年代末にマッキンゼ－＆カンパニーとA.T.カーニー＆カンパニーの2つに分かれて、米国にオフィスを開設した。
1960年代という機関投資家の成長期にはゼネラル・エレクトリックとビジネス・スクリーンを開発した。1964年から『マッキンゼー・クオータリー』を出版している。1971年、東京に日本支社を開設。港区六本木一丁目のアークヒルズ仙石山森タワーにオフィスを構える。
米Vault社「世界で最も権威あるコンサルティングファーム（2006年-2017年）」：第1位、米Universum社「米MBA学生就職人気ランキング（2016年)」：第2位、ONE CAREER社「東京大学就職人気ランキング（2017年）」：第2位、ONE CAREER社「京都大学就職人気ランキング（2017年）」：第1位

## マッキンゼー出身の人物
- ピート・ブティジェッジ
- スーザン・ライス
- チェルシー・クリントン

### 日本人
- 安宅和人 - 慶大環境情報学部教授、ヤフー株式会社ＣＳＯ（チーフストラテジーオフィサー）、データサイエンティスト協会理事・スキル定義委員長（東大院、イェール大学博士）
- 安達保 - カーライルジャパン共同代表（東大工、MIT MBA）
- 伊賀泰代 - 株式会社クックパッド社外取締役、キャリア形成コンサルタント（一橋大法、UCバークレーMBA）
- 石井てる美 - お笑いタレント（東大工院）
- 石倉洋子 - 一橋大名誉教授、元日本学術会議副会長、デジタル監（上智大外国語、バージニア大MBA、ハーバードDBA）
- 伊藤賢司 - 株式会社DBMG代表取締役兼社長（慶大理工、コロンビアMBA）
- 伊藤良二 - 慶大大学院政策・メディア研究科教授（慶大理工、シカゴMBA）
- 岩田林平 - 株式会社クックパッド代表執行役（慶大経済）
- 岩谷直幸 - 日本支社長、HENNGE共同創業メンバー（一橋大経済、カーネギーメロンMBA）
- 上山信一 - 慶大総合政策学部教授（京大法、プリンストン公共経営修士）
- 後正武 - 東京マネジメントコンサルタンツ代表取締役（東大法、ハーバードMBA）
- 江端貴子 - 衆議院議員（横国大教育、MIT MBA）
- 及川直彦 - SmartNews Director,CEO's office、元電通コンサルティング代表取締役社長（慶大文、早大商院）
- 大石佳能子 - 株式会社メディヴァ代表取締役（阪大法、ハーバードMBA）
- 大久保豊 - 日本リスク・データ・バンク株式会社代表取締役社長（慶大経済、ケンブリッジ修士）
- 太田裕朗 - 早大ベンチャーズ共同代表（京大工、京大博士）
- 大本晶之 - 丸紅社長（早大商）
- 大前研一 - 元日本支社長、ビジネス・ブレークスルー代表取締役、カリフォルニア大学ロサンゼルス校教授（早大理工、東工大工院、MIT博士）
- 岡田祥吾 - 株式会社プログリット代表取締役社長（阪大工）
- 勝間和代 - 著述家、評論家、経営コンサルタント（慶大商、早大商院）
- 川鍋一朗 - 日本交通株式会社代表取締役（慶大経済、ノースウェスタンMBA）
- 川本裕子 - 人事院総裁（東大文、オックスフォード院）
- 木南陽介 - リサイクルワン代表取締役（京大総合人間）
- 小暮真久 - NPO法人TABLE FOR TWO代表理事（早大理工）
- 小杉俊哉 - ふくおかフィナンシャルグループ社外取締役、福岡銀行非常勤取締役（早大法）
- 小沼大地 - NPO法人クロスフィールズ代表理事（一橋大社会院）
- 古森剛 - マーサー・ヒューマン・リソース・コンサルティング極東地域代表兼日本法人社長（一橋大社会、ウォートン・スクール）
- 小森哲郎 - ファイントゥデイ資生堂CEO
- 斎藤顕一 - フォアサイト・アンド・カンパニー代表取締役（ICU教養）
- 佐々木裕子 - チェンジウェーブ創業者（東大法）
- 佐藤弘志 - ブックオフコーポレーション代表取締役社長（東工大工院）
- 重松路威 - ニューラルグループ創業者・代表（東大工院）
- 末松千尋 - 京都大学教授（東工大工、スタンフォード院）
- 炭谷俊樹 - ラーンネット・グローバルスクール代表、ビジネス・ブレークスルー講師（東大理院）
- 諏訪暁彦 - 株式会社ナインシグマ・ジャパン代表取締役（MIT）
- 高島宏平 - オイシックス・ラ・大地代表取締役（東大工院）
- 高橋俊介 - 慶大大学院政策・メディア研究科教授（東大工、スタンフォード大修士）
- 瀧本哲史 - エンジェル投資家、京都大学産官学連携センター客員准教授（東大法）
- 武内和久 - 北九州市市長（東大法）
- 田中謙司 - 東大准教授、元国土交通省 政策参与、IPCC 筆頭著者 (WG III Ch16)（東大院）
- 田中裕輔 - ロコンド共同創業者・代表取締役兼シャディ代表取締役会長、（一橋大経済、UCバークレーMBA）
- 谷村格 - エムスリー創業者・代表取締役（ICU教養）
- 出島誠之 - 西宮市政策アドバイザー（東大法）
- 遠山峰輝 - 株式会社メディカルクリエイト代表取締役（早大理工院）
- 豊田剛一郎 - 元メドレー代表取締役医師（東大医）
- 中塚晃章 - アルテミラ・ホールディングス社長、元ジヤトコ社長（慶大商、ノースウエスタンMBA）
- 永田稔 - 立大教授（一橋大社会、UCLA MBA）
- 並木裕太 - フィールドマネージメント代表取締役（慶大経、ウォートン・スクール）
- 名和高司 - 一橋大教授（東大法、ハーバードMBA）
- 南場智子 - ディー・エヌ・エー創業者・代表取締役会長、日本プロ野球オーナー会議議長（津田塾大文、ハーバードMBA）
- 西田在賢 - 静岡県立大経営情報学部教授（名工大工、東大工院）
- 西谷浩司 - 湯快リゾート代表取締役社長、元本間ゴルフ代表取締役社長（東工大工院、LBS MSc）
- 西山浩平 - エレファントデザイン代表取締役社長（東大教養）
- 波頭亮 - 　経営コンサルタント、株式会社Xeed社長（東大経済）
- ハリス鈴木絵美 - Change.org日本代表（イェール）
- 平野正雄 - 元カーライルジャパン共同代表、早稲田大学ビジネススクール教授（横国大工、東大工院、スタンフォード経済工学修士）
- 藤井清孝 - ザ・リアルリアル代表取締役社長（東大法、ハーバードMBA）
- 藤沢烈 - 一般社団法人RCF代表理事、Jリーグ理事（一橋大社会）
- 船曳睦雄 - 元フレッシュネス代表取締役社長、ワイズテーブルコーポレーション代表取締役社長（東工大工）
- 堀新太郎 - ベインキャピタル・ジャパン最高顧問（早大理工院、MIT修士）
- 本田桂子 - 元多数国間投資保証機関長官、コロンビア大学客員教授（お茶の水大家政、ウォートン・スクール）
- 松尾陽二 - 株式会社全研本社取締役、株式会社サイシード代表取締役（東大工院）
- 三村真宗 - コンカージャパン代表取締役社長（慶大法）
- 武捨皓介 - コロンビア大学客員教授、経営コンサルタント（コロンビアMBA、ハーバードPLDA）
- 武藤友木子 - Uber Eats日本代表（ICU教養、EMBAグローバルアジア）
- 茂木崇史 - 一般社団法人まちの誇り代表理事
- 茂木敏充 - 自由民主党衆議院議員、外務大臣、経済再生担当大臣、内閣府特命担当大臣（経済財政政策）（東大経済、ハーバードケネディスクール）
- 森祐治 - 電通コンサルティング代表取締役社長、慶大及び九州大学講師（ICU教養院、NYU博士、早大博士）
- 安井美沙子 - 参議院議員（NYU、一橋国際院）
- 安田隆二 - 一橋大大学院国際企業戦略研究科教授（東大経済、UCバークレー博士）
- 山田淳 - フィールド＆マウンテン代表取締役（東大経済）
- 横山禎徳 - オリックス、三井住友フィナンシャルグループ、三井住友銀行社外取締役、東京大学エグゼクティブ・マネジメント・プログラム (EMP) 企画・推進責任者（東大工、MIT MBA）
- 吉田直樹 - パン・パシフィック・インターナショナルホールディングス代表取締役社長（ICU教養、INSEAD MBA）、ドン・キホーテ代表取締役社長
- 若松茂美 - 元日本支社副社長、一橋大教授（一橋大商、UCバークレーMBA）
- 和田千弘 - ゼレンホールディングス代表取締役グループCEO（東大法、MIT MBA）
- 渡辺千賀 - 経営コンサルタント、株式会社「Blueshift Global Partners」社長（東大工、スタンフォードMBA）
- 山川亜希子 - 精神世界・スピリチュアル系の翻訳家、著作家、講演家（東大経済）